# Comédia Carioca
Comédia Carioca é uma telenovela produzida e exibida pela RecordTV (em São Paulo) e TV Rio (no Rio de Janeiro) entre 8 de março e 25 de junho de 1965, às 17h30, substituindo Somos Todos Irmãos e sendo substituída por Turbilhão. Livremente inspirada em A Megera Domada, de William Shakespeare, foi escrita por Carlos Heitor Cony e dirigida por John Herbert, com trilha sonora composta músicas de Chico Buarque. A novela, que tinha previsão 120 capítulos, foi obrigada a sair do ar em 80 devido à censura da ditadura militar pelo tema da mulher que não desejava casar.
Conta com Eva Wilma, John Herbert, Sadi Cabral, Norah Fontes, Reginaldo Faria, Zilka Salaberry e Wilson Vianna nos papéis principais.

## Enredo
Linda vive afugentando os namorados com seu jeito mandão e indomável, que não se dobra aos desejos de ninguém, o que tira o sono dos pais, Adalberto e Norma, que querem que ela se case. Ela vive brigando com seu vizinho, Tom, por quem é secretamente atraída, mas não aceita seu jeito igualmente inflexível. Em meio a uma cômica guerra romântica, ainda há Julinho, irmão mulherengo de Linda.

## Elenco
| Ator            | Personagem          |
| --------------- | ------------------- |
| Eva Wilma       | Linda Junqueira     |
| John Herbert    | Tom Fonseca         |
| Sadi Cabral     | Adalberto Junqueira |
| Norah Fontes    | Norma Junqueira     |
| Reginaldo Faria | Julinho Junqueira   |
| Zilka Salaberry | Dona Zizi Fonseca   |
| Wilson Vianna   | Gustavo             |